# أحمد الدوسري
أحمد فايز الدوسري مواليد 3 يوليو 1985، هو لاعب قوى سعودي في رياضة القفز الطويل. نافس في بطولة العالم لألعاب القوى 2015 التي أقيمت في بكين. أفضل رقم شخصي له هو 8.12 متر.

## سجل المنافسة
| العام         | المسابقة                                   | المكان              | المركز        | حدث           | ملاحظة        |
| يمثل السعودية | يمثل السعودية                              | يمثل السعودية       | يمثل السعودية | يمثل السعودية | يمثل السعودية |
| ------------- | ------------------------------------------ | ------------------- | ------------- | ------------- | ------------- |
| 2002          | البطولة العربية لألعاب القوى للناشئين 2002 | القاهرة             | 3             | القفز الطويل  | 7.19 م        |
| 2002          | بطولة العالم للناشئين لألعاب القوى 2002    | كينغستون            | 4             | القفز الطويل  | 7.60 م        |
| 2003          | بطولة آسيا لألعاب القوى 2003               | مانيلا              | 14            | القفز الثلاثي | 15.05 م       |
| 2004          | بطولة آسيا لألعاب القوى داخل الصالات 2004  | طهران               | 2             | القفز الطويل  | 7.76 م        |
| 2015          | البطولة العربية لألعاب القوى 2015          | مدينة عيسى, البحرين | 3             | القفز الطويل  | 7.63 م        |
| 2015          | بطولة العالم لألعاب القوى 2015             | بكين                | 25            | القفز الطويل  | 7.63 م        |

## روابط خارجية
- أحمد الدوسري على موقع الاتحاد الدولي لألعاب القوى (الإنجليزية)